# De ademhalingsmethode
De ademhalingsmethode (originele titel: The Breathing Method) is een novelle van de Amerikaanse schrijver Stephen King, die in 1984 verscheen in de bundel 4 Seizoenen (originele titel "Different Seasons"). Het is het enige van de in totaal vier verhalen uit deze bundel dat tot op heden niet is verfilmd. 

## Plot
Het verhaal is feitelijk opgebouwd uit twee verhalen: een raamvertelling, waar het tweede verhaal in verwerkt is.
David, een advocaat uit New York, wordt op een dag uitgenodigd om lid te worden van een mannenclub. Tijdens bijeenkomsten van de club kunnen leden zich vermaken met activiteiten als lezen, schaken, en biljart, en eens in de zoveel tijd krijgt iemand de gelegenheid om een verhaal te mogen vertellen. Dat verhaal mag zowel verzonnen als een anekdote zijn. 
Hoewel David het erg naar zijn zin heeft bij de club, ontdekt hij steeds meer eigenaardigheden. De club bezit boeken die bij geen enkele bibliotheek of boekhandel te vinden zijn, de biljarttafel is van een merk dat niet blijkt te bestaan, de butler, Stevens, is al actief bij de club sinds voordat de (op dit moment) oudste leden lid werden en is in al die tijd niet zichtbaar verouderd, en hoewel de club slechts een klein deel van het gebouw in beslag neemt weet niemand wat er zich in de rest van het gebouw eigenlijk bevindt. Op een dag besluit David om Stevens te confronteren met zijn bevindingen. Stevens verzekert David dat hij al diens vragen eerlijk zal beantwoorden, maar waarschuwt hem wel dat te veel kennis over de ware aard van de club David mogelijk zal ontmoedigen om nog langer langs te komen. In het verleden zijn al vaker mensen uit de club gestapt nadat ze iets te veel informatie hadden opgevraagd. Uiteindelijk besluit David dat sommige dingen maar beter een mysterie kunnen blijven en houdt zijn vragen voor zich.
Halverwege het verhaal krijgt een ander clublid, Dr. Emlyn McCarron, de kans om een verhaal te mogen vertellen. Zijn keuze is een anekdote uit zijn jongere jaren als arts, toen hij zich onder andere bezighield met het begeleiden van zwangere vrouwen. Hij adviseerde al zijn patiënten tegen de destijds geldende normen in om een nieuwe techniek, "de ademhalingsmethode", te gebruiken om de bevalling soepeler en minder pijnlijk te laten verlopen. Op een dag werd hij benaderd door Sandra Standsfield, een vrouw die in verwachting was van een buitenechtelijk kind maar dit kind koste wat het kost wil houden, ondanks dat dit destijds niet van vrouwen werd geaccepteerd. McCarron hielp haar zo goed als hij kon, voornamelijk omdat hij haar bewonderde vanwege haar vastberadenheid. Op de avond dat Sandra’s bevalling begon, kreeg de taxi die haar naar het ziekenhuis moest brengen echter een ongeluk en Sandra werd hierbij onthoofd. Toen McCarron op de plaats van het ongeval arriveerde, bleek Sandra’s onthoofde lichaam echter op miraculeuze wijze nog in leven, en nog steeds bezig met de bevalling, welke onder McCarron’s toezicht verder vlekkeloos verliep. Pas nadat ze had kunnen zien dat ze een zoontje had gekregen stierf Sandra. 
McCarron besluit zijn verhaal met de mededeling dat het jongetje nadien ter adoptie is afgestaan en in de jaren erop net zo vastberaden bleek als zijn moeder. Hij heeft het onder andere geschopt tot professor aan een hogere school. 

## Connecties met andere verhalen van King
- De mannenclub uit De Ademhalingsmethode dient ook als raamvertelling voor het kortverhaal De man die geen hand wilde geven.